# Американский Цезарь
«Американский Цезарь: Дуглас Макартур, 1880—1964» (англ. American Caesar: Douglas MacArthur, 1880-1964) — биография генерала армии Дугласа Макартура, изданная американским историком Уильямом Манчестером 30 сентября 1978 года.

## Описание
Манчестер рисует симпатичный, но сбалансированный портрет Макартура, восхваляя генерала за его военный гений, административные навыки и личную храбрость, критикуя при этом его тщеславие, паранойю и склонность к неповиновению. Как следует из названия, центральный тезис Манчестера состоит в том, что Макартур был аналогом Юлия Цезаря, предположение, которое он поддерживает, отмечая их великий интеллект, блестящее стратегическое мастерство, политические амбиции, великодушие завоевателей и общий трагический недостаток высокомерия.
В 1983 году по нему был снят сериал, организованный Джоном Хьюстоном.